# Diaethria flava
Diaethria flava är en fjärilsart som beskrevs av Vogeler 1935. Diaethria flava ingår i släktet Diaethria och familjen praktfjärilar. Inga underarter finns listade i Catalogue of Life.